# 509761 Umberto
509761 Umberto è un asteroide della fascia principale. Scoperto nel 2008, presenta un'orbita caratterizzata da un semiasse maggiore pari a 2,6548594 au e da un'eccentricità di 0,2240158, inclinata di 13,47719° rispetto all'eclittica.